# Kooldok
Het Kooldok is een van de gedempte Zuiderdokken in het zuidwesten van Antwerpen. Ze werd tussen 1879 en 1881 tegelijkertijd aangelegd met de Zuidersluis, Schippersdok en Steendok. Het Kooldok was eveneens 200 meter lang en ong. 50 meter breed en 2,50 meter diep.
Aan de samenloop van de Leuvenstraat, Wapenstraat en de Waalse Kaai lag een draaibrug die verbinding gaf met de Vlaamse Kaai en de Museumstraat.
Het Kooldok lag noordoostelijk van het Schippersdok. Na de sluiting in 1967 werd ze in 1969 samen met de vernoemde sluis en dokken gedempt.
Het Kooldok, de naam zegt het zelf, was voorzien voor kolenschepen, maar ook eventueel voor andere binnenschepen. Deze kolenschepen waren eertijds houten lichters, "houten waal" genoemd, met een hoge mast, giek en een groot driehoeks getuigd zeil. Deze houten zeilvrachtschepen waren ong. 4,50 meter breed en 35 meter lang.
Men kan ze vergelijken met de hedendaagse, gelukkig nog bewaard zijnde Hollandse skûte-zeilvrachtschepen.
Zij vervoerden de kolen naar andere bestemmingen naar de Beneden- of Boven-Schelde en over de vaarten. Daar werden ze getrokken door paarden of door het schippersgezin zelf. Vroeger werd hier alles met hand- en mensenkracht verhandeld, gelost en geladen.
Later lagen hier de spitsen geladen of leeg, in de rustig gelegen zuiderdokken, niet zó ver van het centrum van Antwerpen. Hier stond tot 2015 eveneens na Pinksteren en met Sinksen de 'Sinksenfoor', de bekende Antwerpse kermis met diverse atracties.
Vroeger stond deze Antwerpse 'foor' op de Antwerpse leien, maar na de demping van deze Zuiderdokken had men een enorme ruimte voor dit kermisevenement. Vanaf 2015 verhuisde de foor naar Spoor Oost.
Anderzijds diende het gedempte Kooldok tot eind 2020 als parkeerplaats. Tussen 2020 en 2022 werd onder het plein binnen de kaaimuren van het dok een parking voor 1100 wagens en 175 fietsen uitgegraven. In juli 2022 werd de ondergrondse parking  voor auto's geopend. Rondom zijn er woonblokken, garages, cafés, dancings en ateliers. Aan de Waalse Kaai nº 47 ligt het verbouwde vroegere pakhuis Vlaanderen tot Museum van Fotografie, waar aan de hand van authentieke historische objecten en documenten het boeiende verhaal van de geschiedenis van de fotografie, aanschouwelijk wordt voorgesteld.
Op de gelijkvloerse verdieping houdt men tijdelijke retrospectieve, thematische of hedendaagse tentoonstellingen.
Op de Antwerpse rechteroever van de Schelde:
Albertdok · Amerikadok · Asiadok · Bevrijdingsdok · Bonapartedok · Churchilldok · Derde Havendok · Eerste Havendok · Graandok · Hansadok · Houtdok · Industriedok · Kanaaldok · 
Kattendijkdok · Kempisch dok · Kooldok · Leopolddok · Lobroekdok · Margueriedok · Marshalldok · Noordschippersdok · Petroleumdok · Sasdok · Schippersdok · Schuildok voor Lichters · Siberiadok · Steendok · Straatsburgdok · Suezdok · Tweede Havendok · Verbindingsdok · Vierde Havendok · Vijfde Havendok · Willemdok · Zesde Havendok · Zuiderdokken
Op de Oost-Vlaamse linkeroever van de Schelde:
Deurganckdok · Doeldok · Noordelijk Insteekdok · Saeftinghedok · Verrebroekdok · Vrasenedok · Waaslandkanaal · Zuidelijk Insteekdok